# Obszar ochrony ścisłej Biela
Biela – obszar ochrony ścisłej na terenie Kampinoskiego Parku Narodowego, utworzony w 1977. Zajmuje powierzchnię 45,65 ha. Chroni dolinkę międzywydmową z torfowiskiem niskim i fragmentami torfowiska przejściowego, zarośnięte w większości olszą czarną, brzozą omszoną i miejscami sosną.